# Liste historique des vicomtés de France
 (mars 2025).
Si vous disposez d'ouvrages ou d'articles de référence ou si vous connaissez des sites web de qualité traitant du thème abordé ici, merci de compléter l'article en donnant les références utiles à sa vérifiabilité et en les liant à la section « Notes et références ».
Cette liste recense tous les vicomtés correspondant à une circonscription territoriale ayant existé à l'intérieur des frontières françaises actuelles ou passées, et ayant officiellement été érigés ou reconnus comme vicomtés.

## A
- Vicomté d'Agde (voir aussi Liste des vicomtes d'Agde)
- Vicomté d'Albi (voir aussi Liste des vicomtes d'Albi)
- Vicomté d'Arbocave (Landes)
- Vicomté d'Argentan
- Vicomté d'Auvergne
- Vicomté d'Avranches

- Haut – A
- B
- C
- D
- E
- F
- G
- H
- I
- J
- K
- L
- M
- N
- O
- P
- Q
- R
- S
- T
- U
- V
- W
- X
- Y
- Z

## B
- Vicomté de Béarn, (voir aussi Liste des vicomtes de Béarn)
- Vicomté de Beaulieu (à Noyelles-les-Vermelles)
- Vicomté de Beaurieux (de l’abbaye d’Origny Sainte Benoîte)
- Vicomté de Béziers (voir aussi Liste des vicomtes de Béziers)
- Vicomté de Bourges (voir aussi Liste des comtes et des vicomtes de Bourges)
- Vicomté de Bezaume (dépendant du comté d'Agen, puis du comté de Benauges)
- Vicomté de Boissard
- Vicomté de Brulhois
- Vicomté de Bruniquel

- Haut – A
- B
- C
- D
- E
- F
- G
- H
- I
- J
- K
- L
- M
- N
- O
- P
- Q
- R
- S
- T
- U
- V
- W
- X
- Y
- Z

## C
- Vicomté de Caen
- Vicomté de Carlat (devenu comté en 1640), (voir aussi Liste des vicomtes de Carlat)
- Vicomté de Castelnou
- Vicomté de Carheil
- Vicomté de Chatellerault
- Vicomté de Clermont
- Vicomté de Comborn
- Vicomté de Corbeton
- Vicomté de Corneillan
- Vicomté de Conches et de Breteuil
- Vicomté de Couserans (voir aussi Liste des vicomtes de Couserans)
- Vicomté de Creyssel (voir aussi Liste des vicomtes de Creyssel)

- Haut – A
- B
- C
- D
- E
- F
- G
- H
- I
- J
- K
- L
- M
- N
- O
- P
- Q
- R
- S
- T
- U
- V
- W
- X
- Y
- Z

## D
- Vicomté de Daumoy
- Vicomté de Donges (voir aussi Liste des seigneurs de Donges)

- Haut – A
- B
- C
- D
- E
- F
- G
- H
- I
- J
- K
- L
- M
- N
- O
- P
- Q
- R
- S
- T
- U
- V
- W
- X
- Y
- Z

## E
- Vicomté d'Ervillers

- Haut – A
- B
- C
- D
- E
- F
- G
- H
- I
- J
- K
- L
- M
- N
- O
- P
- Q
- R
- S
- T
- U
- V
- W
- X
- Y
- Z

## F
- Vicomté de Fronsac

- Haut – A
- B
- C
- D
- E
- F
- G
- H
- I
- J
- K
- L
- M
- N
- O
- P
- Q
- R
- S
- T
- U
- V
- W
- X
- Y
- Z

## G
- Vicomté de Gérardmer

- Haut – A
- B
- C
- D
- E
- F
- G
- H
- I
- J
- K
- L
- M
- N
- O
- P
- Q
- R
- S
- T
- U
- V
- W
- X
- Y
- Z

## L
- Vicomté de Labourd,
- Vicomté de Lautrec (voir aussi Liste des vicomtes de Lautrec),
- Vicomté de Lavedan,
- Vicomté de Limoges,
- Vicomté de Lignon,
- Vicomté de Lomagne,
- Vicomté de Louvigny.

- Haut – A
- B
- C
- D
- E
- F
- G
- H
- I
- J
- K
- L
- M
- N
- O
- P
- Q
- R
- S
- T
- U
- V
- W
- X
- Y
- Z

## M
- Vicomté de Machault
- Vicomté de Marseille (voir aussi Vicomtes de Marseille)
- Vicomté de Merdrignac
- Vicomté de Minerve
- Famille de Murat

- Haut – A
- B
- C
- D
- E
- F
- G
- H
- I
- J
- K
- L
- M
- N
- O
- P
- Q
- R
- S
- T
- U
- V
- W
- X
- Y
- Z

## N
- Vicomté de Narbonne (voir aussi Liste des vicomtes de Narbonne)
- Vicomté de Nîmes (voir aussi Liste des vicomtes de Nîmes)

- Haut – A
- B
- C
- D
- E
- F
- G
- H
- I
- J
- K
- L
- M
- N
- O
- P
- Q
- R
- S
- T
- U
- V
- W
- X
- Y
- Z

## O
- Vicomté d'Oloron

- Haut – A
- B
- C
- D
- E
- F
- G
- H
- I
- J
- K
- L
- M
- N
- O
- P
- Q
- R
- S
- T
- U
- V
- W
- X
- Y
- Z

## P
- Vicomté de Pommiers
- Vicomté de Porhoët

- Haut – A
- B
- C
- D
- E
- F
- G
- H
- I
- J
- K
- L
- M
- N
- O
- P
- Q
- R
- S
- T
- U
- V
- W
- X
- Y
- Z

## R
- Vicomté de Rochechouart (voir aussi Liste des vicomtes de Rochechouart)
- Vicomté de Rohan
- Vicomté de Rouen

- Haut – A
- B
- C
- D
- E
- F
- G
- H
- I
- J
- K
- L
- M
- N
- O
- P
- Q
- R
- S
- T
- U
- V
- W
- X
- Y
- Z

## S
- Vicomté de Sault, sur la terre de Sault-Saint-Remy en Champagne.
- Vicomté de Saint-Anthost, anciennement Duché de Saint-Anthost.
- Vicomté de Saint-Antonin .
- Vicomté de Saint-Florentin, de Saint-Florentin (Yonne) en Champagne.

- Haut – A
- B
- C
- D
- E
- F
- G
- H
- I
- J
- K
- L
- M
- N
- O
- P
- Q
- R
- S
- T
- U
- V
- W
- X
- Y
- Z

## T
- Vicomté de Thouars (voir aussi Liste des Vicomtes de Thouars)
- Vicomté de Tours
- Vicomté de Troyes
- Vicomté de Turenne (voir aussi Liste des vicomtes de Turenne)

- Haut – A
- B
- C
- D
- E
- F
- G
- H
- I
- J
- K
- L
- M
- N
- O
- P
- Q
- R
- S
- T
- U
- V
- W
- X
- Y
- Z

## U
- Vicomté d'Uzès (voir aussi Liste des seigneurs, vicomtes et ducs d'Uzès)

- Haut – A
- B
- C
- D
- E
- F
- G
- H
- I
- J
- K
- L
- M
- N
- O
- P
- Q
- R
- S
- T
- U
- V
- W
- X
- Y
- Z

## V
- Vicomté de Ventadour
- Vicomté de Vendôme (voir aussi Liste des vicomtes de Vendôme)
- Vicomté de Vesoul (voir aussi Liste des vicomtes de Vesoul)